# Комагане

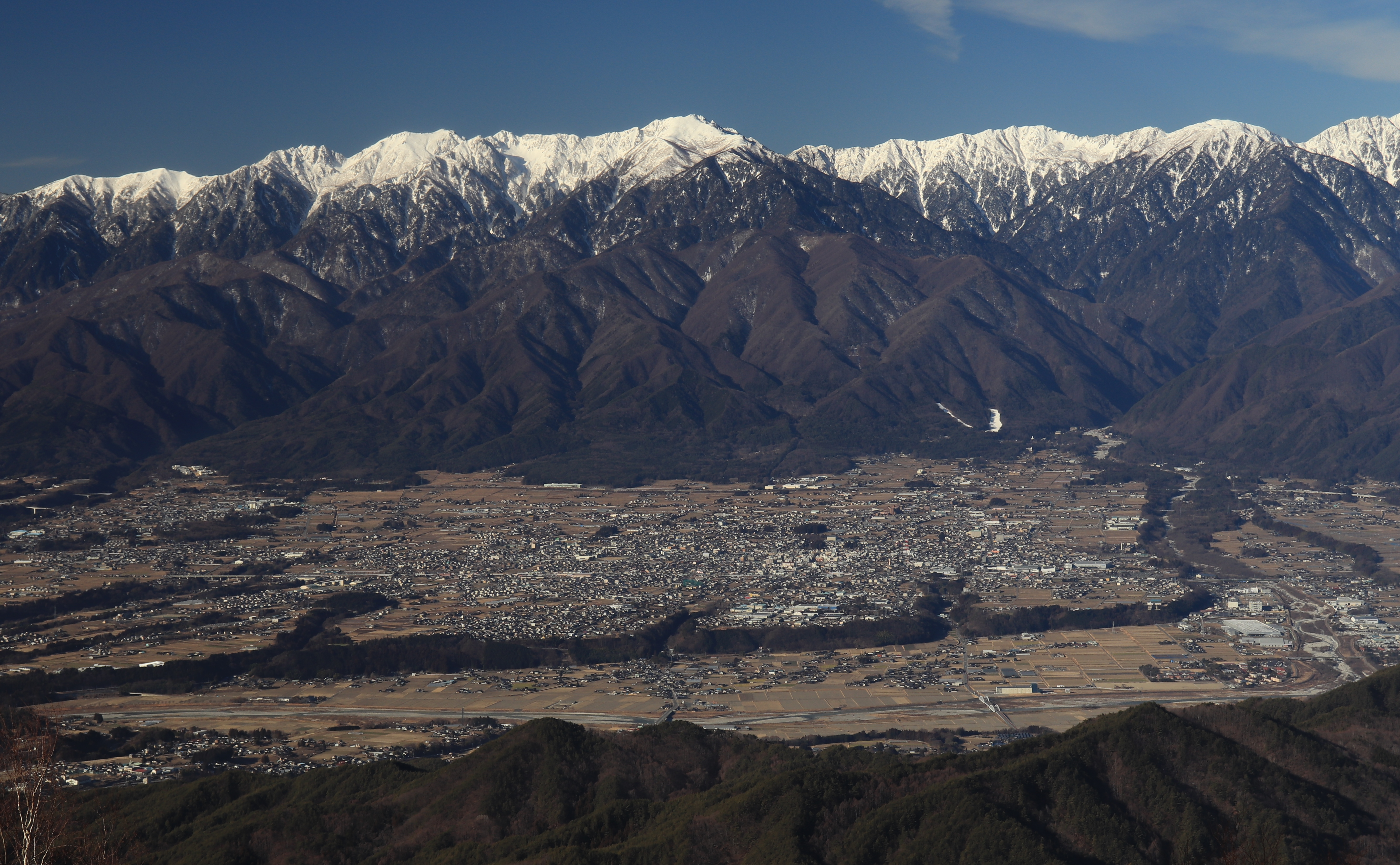
Комаґане

35°43′44″ пн. ш. 137°56′2″ сх. д. / 35.72889° пн. ш. 137.93389° сх. д.
Комагане́ (яп. 駒ヶ根市, こまがねし, МФА: [komagane ɕi̥]) — місто в Японії, в префектурі Нагано.

## Короткі відомості
Розташоване в південній частині префектури, в центрі западини Іна, біля підніжжя гори Кісо-Кома. Виникло на основі постоялого містечка Акахо раннього нового часу. Отримало статус міста 1954 року. Основою економіки є сільське господарство, харчова промисловість, скотарство, туризм, комерція. В місті розташовані альпіністські бази для сходження на гори Кісо. Станом на 1 квітня 2009 площа міста становила 165,92 км². Станом на 1 липня 2011 населення міста становило 33 587 осіб.